# Golfo della valutazione
Il golfo della valutazione è un concetto nato in psicologia e dallo studio dell'ergonomia cognitiva e indica la quantità di sforzo necessario per interpretare lo stato fisico di un sistema dopo  l'azione e determinare fino a che punto corrisponda alle aspettative ed intenzioni.
Il golfo è piccolo quando il sistema offre informazioni circa il suo stato in una forma che sia facile da ricevere, facile da interpretare e corrispondente all'idea che la persona si è fatta del sistema.
È un parametro considerato negli studi di usabilità e nella progettazione di sistemi d'interfaccia.